# Velodrom

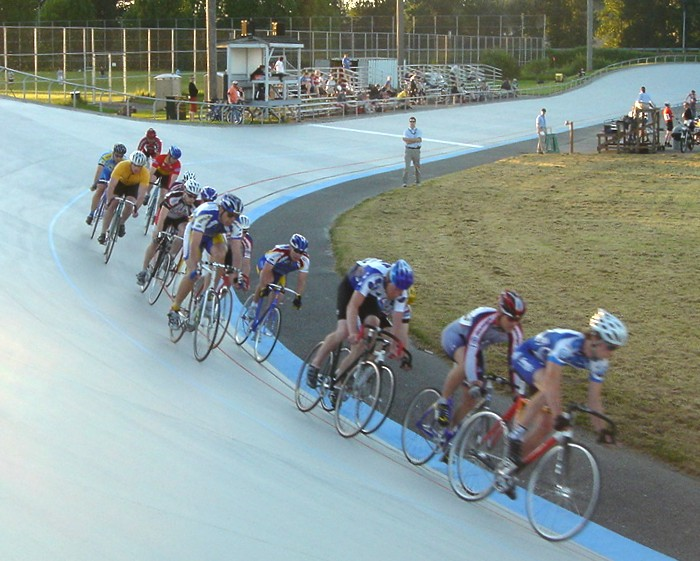
Velodrom

Velodromul este un termen care definește pista special amenajată, de formă circulară și înclinată, pentru cursele de biciclete (sau de motociclete), aici au loc diferite competiții din cadrul Jocurilor Olimpice sau Campionatelor mondiale la ciclism. Ele pot fi acoperite sau construite în aer liber. Concursul are loc pe velodrom și separat la masculin și feminin, la competiție spre deosebire de ciclismul rutier , aici pornesc de la start un număr mai mic de cicliști.